# Caninus Nunatak
Caninus Nunatak är en nunatak i Antarktis. Den ligger i Västantarktis. Argentina, Chile och Storbritannien gör anspråk på området. Toppen på Caninus Nunatak är 700 meter över havet.
Terrängen runt Caninus Nunatak är kuperad västerut, men österut är den platt. Trakten är obefolkad. Det finns inga samhällen i närheten.